# Grammodes abbreviata
Grammodes abbreviata är en fjärilsart som beskrevs av W. Warren 1913. Grammodes abbreviata ingår i släktet Grammodes och familjen nattflyn. Inga underarter finns listade i Catalogue of Life.